# تشارلز كارول وود
تشارلز كارول وود هو ضابط كندي، ولد في مارس 1876، وتوفي في 11 نوفمبر 1899.